# Fabiana Claudino
Fabiana Marcelino Claudino (* 24. Januar 1985 in Belo Horizonte) ist eine brasilianische Volleyballspielerin, die ihr Debüt in der Nationalmannschaft 2003 gegen Kroatien feierte.
Claudino vertrat ihr Land  bei den Olympischen Sommerspielen 2004 in Athen. Mit der Nationalmannschaft gewann sie bei den Olympischen Spielen 2008 in Peking und 2012 in London die Goldmedaille. Ebenfalls mit der Nationalmannschaft gewann sie beim World Cup 2003 und 2007 in Japan jeweils die Silbermedaille, 2004, 2006, 2008 und 2009 beim World Grand Prix jeweils die Goldmedaille und bei den Panamerikanischen Spielen 2007 die Silbermedaille.
Als Spielerin wurde Claudino 2006 beim Volleyball World Grand Prix zur besten Angreiferin gewählt. Zur besten Blockerin wurde sie 2006 beim „Pan-American Cup“ und 2009 beim Volleyball World Grand Prix ernannt.
2011/12 spielte sie bei Fenerbahçe Universal in der Türkei, mit dem sie Sieger der Champions League wurde.
Vor den Olympischen Sommerspielen 2016 in Rio de Janeiro war Claudino die erste Fackelträgerin auf brasilianischem Boden und bekam diese in Brasília von Brasiliens Präsidentin Dilma Rousseff überreicht.